# Asterophrys turpicola
Asterophrys turpicola är en groddjursart som först beskrevs av Hermann Schlegel 1837.  Asterophrys turpicola ingår i släktet Asterophrys och familjen Microhylidae. IUCN kategoriserar arten globalt som livskraftig. Inga underarter finns listade.

## Bildgalleri